# Поцвяхований стовбур
48°12′29″ пн. ш. 16°22′18″ сх. д. / 48.20792° пн. ш. 16.37166° сх. д.

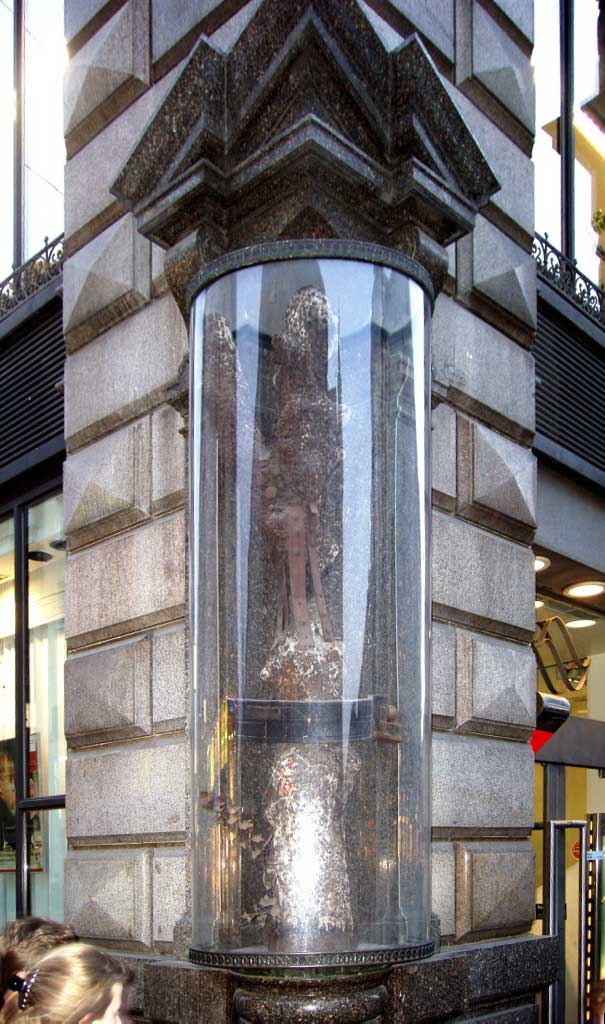
Поцвяхований стовбур за склом на розі Палацу Справедливості

Поцвяхований стовбур або Поцвяхована колода (нім. Stock-im-Eisen) — середня частина стовбура середньовічного дерева, так званого цвяхового дерева (Nagelbaum), в яке протягом багатьох століть забивали сотні цвяхів для удачі. Розміщено за склом на куті палацу «Справедливість» на Шток-ім-Айзен-Плац, тепер частина Штефансплац, на розі вулиць Грабен та Каринтської у Відні.

## Історія
Розріз стовбура — 2,19 м (7 фут 2 дюйм) , а ще він високий і тримається на місці п'ятьма залізними стрічками; залізо ще 1575 р. а ініціали НВ, імовірно, для Ганса Беттінгера, власника будинку, який замінив залізо. Дерево являло собою роздвоєну ялину, яка почала рости близько 1400 року і була зрубана приблизно в 1440 році як було виявлено експертизою в 1975 році.Перші цвяхи були вставлені ще до того, як дерево було живе (до 1440 року). Перша письмова згадка про нього датується 1533 роком; у 1548 р. Він уже розміщувався на стіні будинку в тому, що стало Шток-ім-Айзен-Плац.

Palais Equitable, який був побудований на місці в 1891 році, включає підпору для Шток-ім-Айзен. Він стоїть на сонові з чеського гранітного рогового граніту. Були додані ковані лози і будівля має Zum Stock-ім-Eisen (на Шток-ім-Айзен), вирізану над дверима і бронзовою скульптурою групою слюсарних підмайстрів і стовбуром дерева, на Рудольфа Вейра, в барабанній перетинці. Крім того, на дверях є пара згадок про легенду того самого художника. 

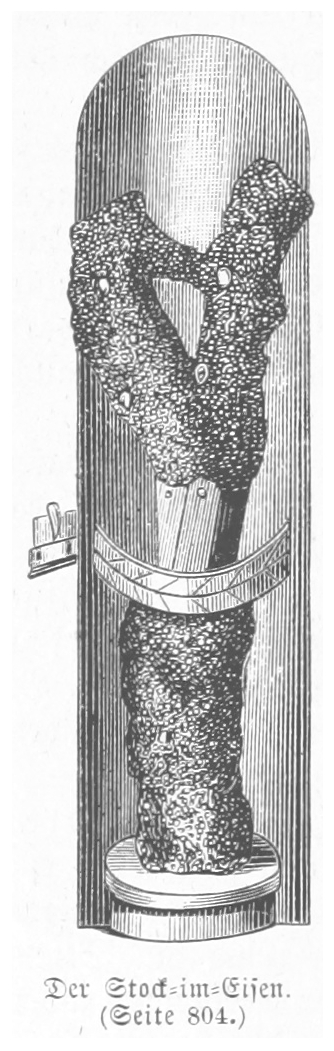
Ілюстрація Бермана Альт-унд-Ной-Вена (1880)
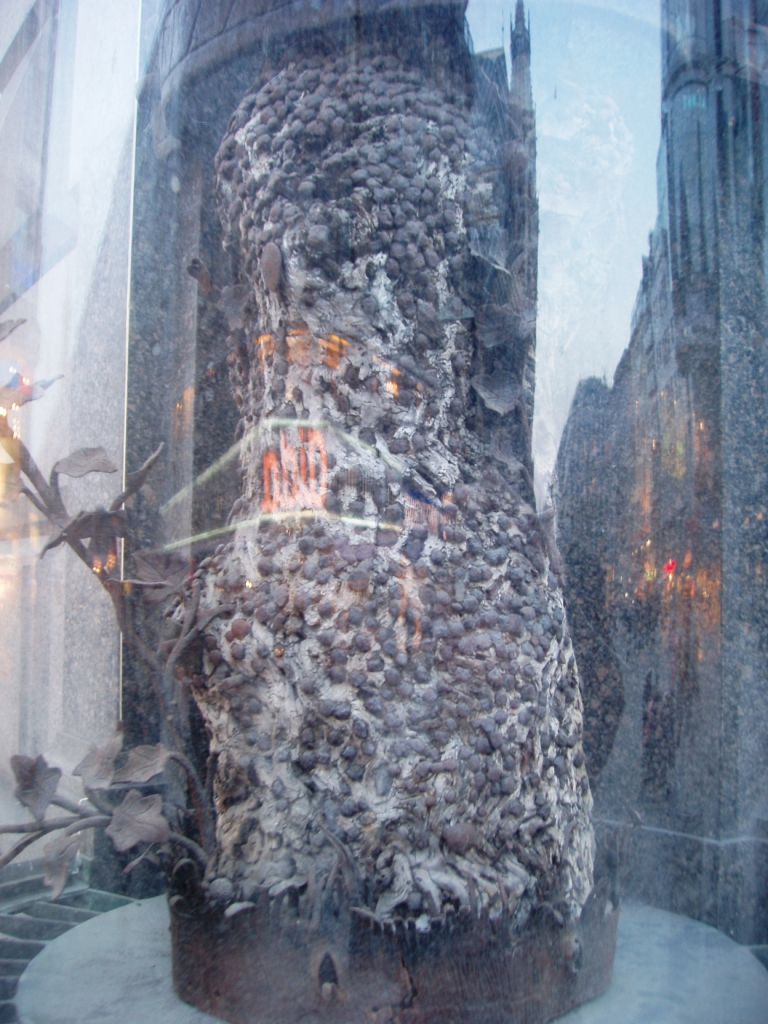
Інший погляд на Шток-ім-Айзен сьогодні
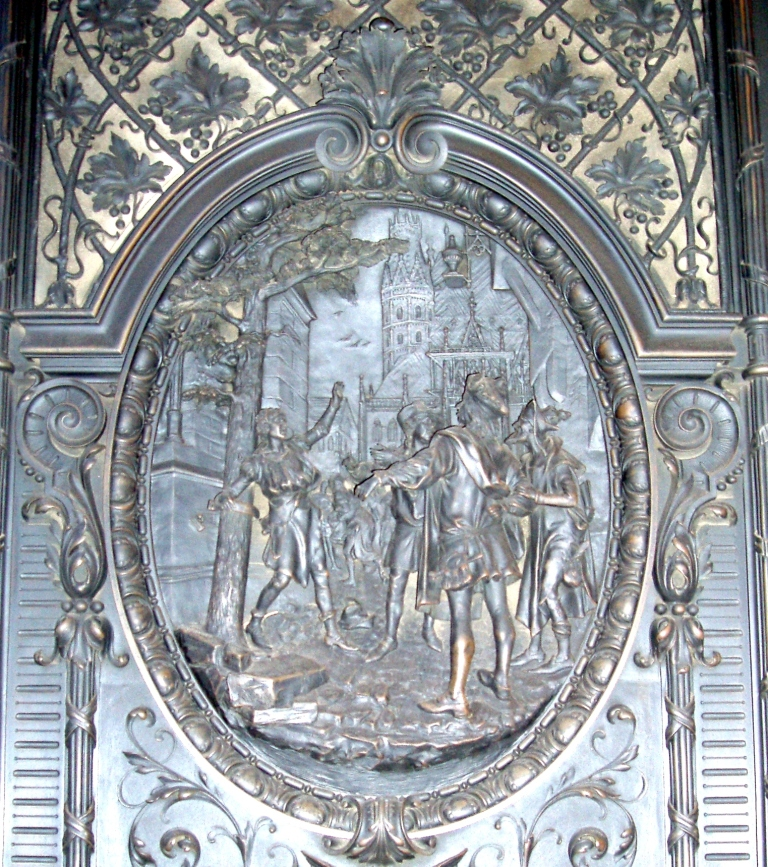
Один із рельєфів на дверях Палацу Рівнозначних, що ілюструє легенду про Шток-ім-Айзен
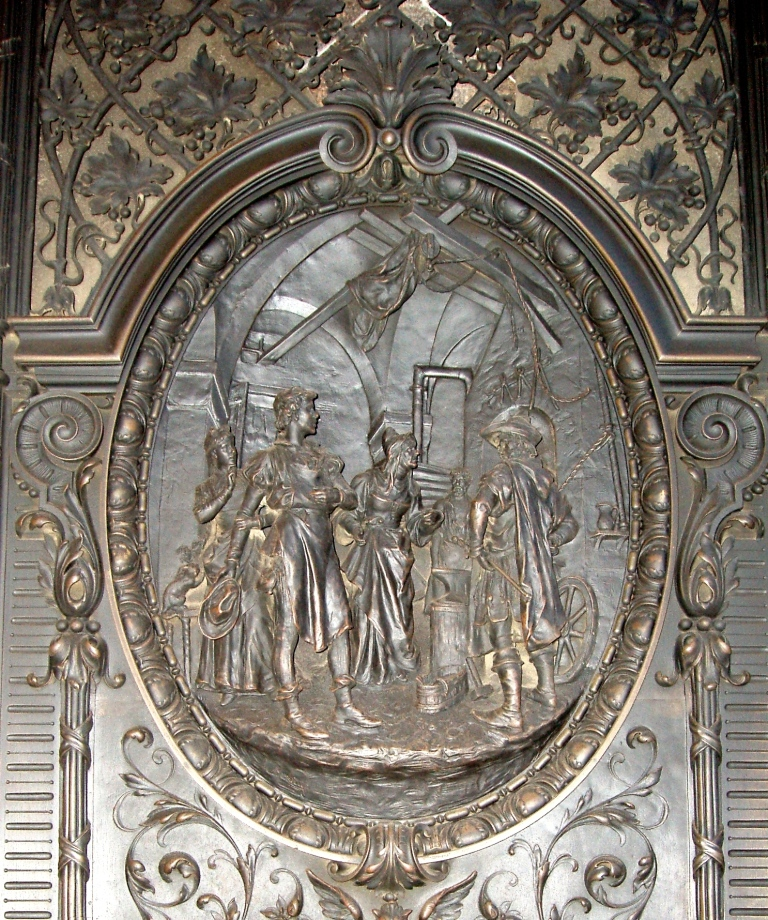
Другий рельєф, що ілюструє легенду

## Значущість

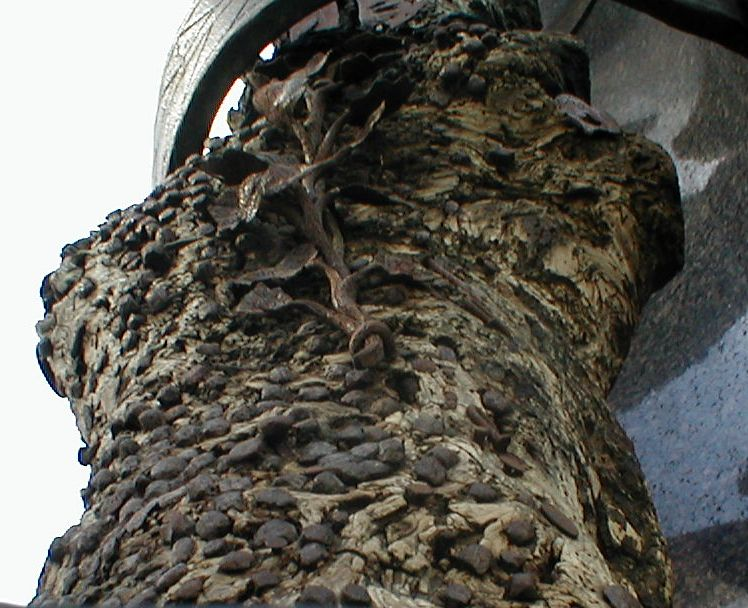
Вид зверху на стовбур дерева і цвяхи забиті в нього

У 18 столітті склався звичай, що мандрівні ковалі та підмайстри забивали цвях у стовбур дерева; зокрема, з 1715 року слюсарі-мандрівники. Причина цього дійства до сьогоднішнього часу невідома; однак, навряд чи це було звичаєм гільдії ремесел від початку, тому що Шток-ім-Ейзен значно старший. «Цвяхові дерева» добре відомі в Південно-Східній Європі і зустрічаються в багатьох містах Угорщини, Румунії (в Трансільванії) та інших країнах колишньої Австро-Угорської імперії; Віденський Шток-ім-Ейзен — найдавніше збережене цвяхове дерево. Звичай зберігався до кінця 19 століття і надихав до створення статуй «людей із заліза», які використовувались для пропаганди та збору коштів у Німеччині та Австрії в Першій світовій війні, зокрема, дерево, встановлене у Фрайбурзі
Найбільш вірогідним поясненням забивання в стовбур середньовічних цвяхів є стародавній звичай забивати цвяхи в хрестики, дерева і навіть скелі для захисту або в знак подяки за зцілення, тобто як обертова пропозиція, подібно до кидання монет у колодязь бажань чи ставок. У середнині століття цвяхи були цінним товаром, який люди не витрачали. Первісне міфіко-релігійне та правове значення Шток-ім-Айзена було усунуте в більш пізні століття через акцент на ремеслах.
Леопольд Шмідт припустив, що дерево спочатку використовувалося як оглядовий пункт, що зображує «міфічний центр» міста.

## Легенди
Багато легенд оточують Шток-ім-Айзен, в основному датуються XVII і XVIII століттями. У 1703 р. було сказано, що це останнє дерево, що залишилося з древнього лісу; Енциклопедія Британіки 1911 р. розповідає про те, що це останній із священного гаю, навколо якого виникло місто.
Одна легенда розповідає, що Диявол сам ставив стовбур дерева в основу, або принаймні охороняє його. Інша розповідає, що учень слюсаря, який викрав цінний цвях у свого господаря, або хотів одружитися з дочкою свого господаря, дізнався від диявола, як зробити неприступний замок, і в одній версії також ідентичний цвях забити поруч з викраденим. Однак подробиці легенд спростовують їх недостовірну правду. Замок часто називають «необоротнім» лише для показу і його неможливо відкрити просто тому, що середини замка вже немає, і тому він не прийме ключ. Вже в 1533 році його згадують як Stock der im Eisen liegt, «штат, який лежить на основі». Крім того, добре відома легенда розповідає, що злодій забив вкрадений цвях у дерево, коли він тікав через ліс. Безумовно, дерево було, безумовно, за міськими стінами у 1440 році, але легенда з'явилася лише у 17 столітті, коли територія вже була міською, а Шток-ім-Айзен встановлений збоку від будинку, а отже, імовірно, чиста вигадка.
Легенди про Диявола та Шток-ім-Айзен є прикладом 1880 року Паскуале Боррі на музику Франца Допплера.
Сучасна легенда стверджує, що Шток-ім-Айзен є копією, і що оригінал, або принаймні його частини, експонуються у Віденському музеї. Це не правда; стовбур дерева останнім часом не був ні розділений, ні тиражований.  
Коментар до цієї інформації в своїх спогадах дав у 1856 році Теодор Нільсен, данський мандрівник клейнсмітів. "Поза церквою Стефана було місце, яке називалося «Stock im Eisen», і бутик, в якому був великий портрет данського короля Фрідріха VI. Свою назву парк отримав від великого стовбура дерева, який стоїть в одному кутку із залізним парканом навколо нього. Стовбур покритий залізними цвяхами настільки щільно від кореня вгору, що не можна було розмістити місця навіть для голки. Це своєрідне видовище, і ось така легенда: «Колись поруч був замок із замком, який був настільки хитромудрим, що навіть інший клейнсміт не міг його розібрати чи розблокувати. На честь замку та його пам'яті кожен мандрівник клейнсміт, який знайшов роботу у Відні, повинен був забити цвях у стовбур. Він був там багато років, і все ще варто було бачити його захист, бо це є місцевою гордістю».